# ایی نائوزومی

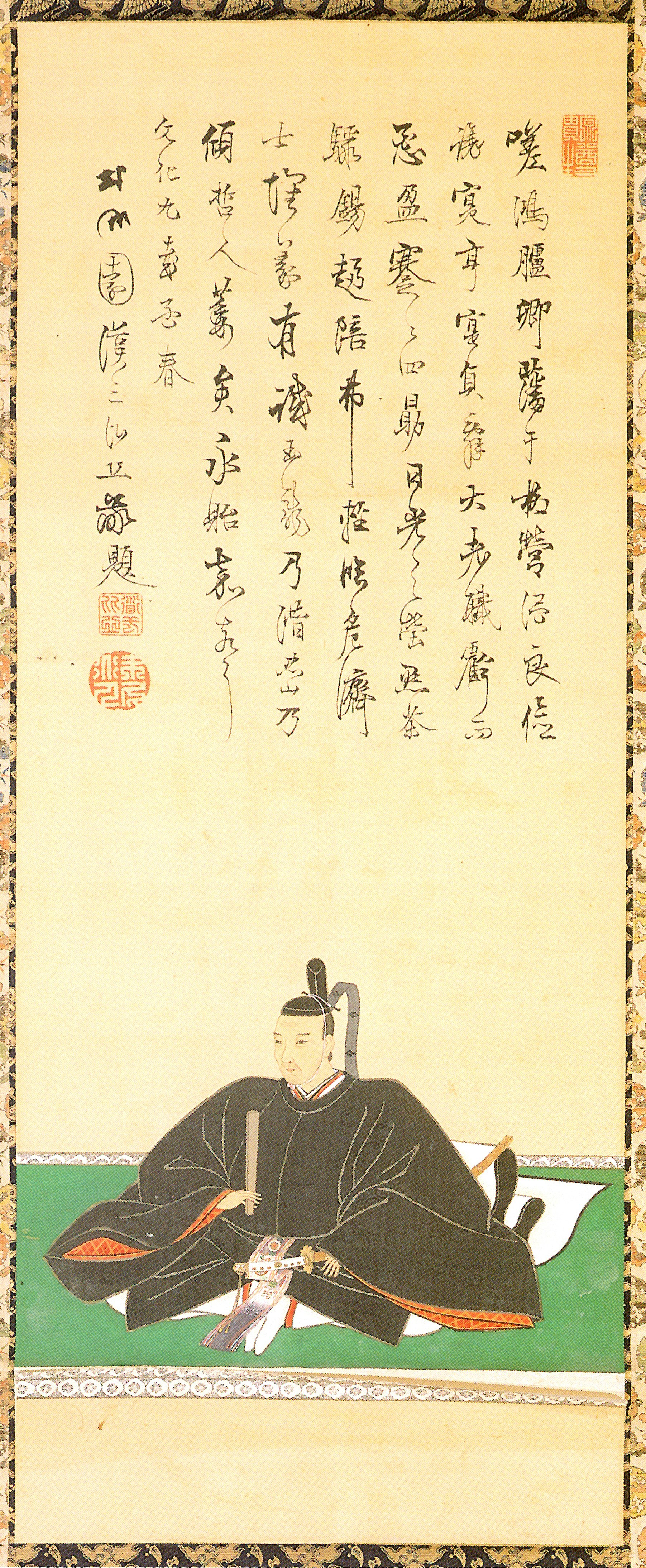

ایی نائوزومی (به ژاپنی: 井伊 直澄 いい なおすみ)، تولد ۱۶۲۵ (میلادی)- مرگ ۱۶۷۶ (میلادی)، او یک دایمیوهای فودای (ارباب فئودال) در اوایل دوره ادو بود. او چهارمین ارباب قلمرو اومی هیکونه بود. او به عنوان تایرو (مشاور بزرگ) شوگون‌سالاری ادو خدمت می‌کرد. او پنجمین پسر ایی نائوتاکا بود. رتبه‌های رسمی او رتبه چهارم جوان، شوشو چپ پایین و سوبو نو کامی بود.